# بامبا فلم
 شركة بامبا فيلم Pampa Film هي شركة إنتاج أفلام سينمائية أرجنتينية عملت في ثلاثينيات وأربعينيات القرن العشرين. من أشهر أفلامها فيلم «سجناء الأرض (فيلم)» عام 1939.

## التاريخ
أسستها شركة وارنر برذرز الأمريكية عام 1937. بالشراكة مع رجل أعمال محلي هو أليغاريو فيراندو. استخدمت الشركة منشآت شركة لوميتون في البداية، وكانت لوميتون هي الموزع لأفلامها. ثم استغنت فيما بعد عن خدماتها. 

## وصلات خارجية
- مقالات تستعمل روابط فنية بلا صلة مع ويكي بيانات

1. ↑  Finkielman 2003.